# ساموئل بلنکین
ساموئل بلنکین (انگلیسی: Samuel Blenkin؛ زادهٔ ۱ آوریل ۱۹۹۶) بازیگر انگلیسی است. او با بازی در نقش اسکورپیوس مالفوی در نمایش هری پاتر و فرزند نفرین‌شده (۲۰۱۷–۲۰۱۸) که در تئاتر وست اند لندن اجرا شد، به شهرت رسید و در فیلم سریال‌هایی مانند پیکی بلایندرز، آتلانتا، آینه سیاه، میکی ۱۷ و بیگانه نیز حضور داشته است.

## زندگی‌نامه
ساموئل بلنکین در چلتنهام متولد شد. او در مدرسه موسیقی و نمایش گیلدهال تحصیل کرد و در سال ۲۰۱۷ فارغ‌التحصیل شد. در طول تحصیل، او برای بازی در نقش اسکورپیوس مالفوی در هری پاتر و فرزند نفرین‌شده انتخاب شد که اولین حضور حرفه‌ای او روی صحنه بود. او همچنین عضو تئاتر ملی جوانان است.
بلنکین علاوه بر حرفه بازیگری، در موسیقی نیز فعالیت دارد. او آهنگ‌های فولک آلترناتیو با مضامین عشق، فقدان و آخرالزمان اجرا کرده است.

## حرفه
بلنکین در سال ۲۰۱۷، حرفه بازیگری خود را با بازی در نقش اسکورپیوس مالفوی در نمایش هری پاتر و فرزند نفرین‌شده در تئاتر پالاس لندن در وست اند آغاز کرد. او در سال ۲۰۱۹ در مجموعه تلویزیونی پیکی بلیندرز در نقش آدام پارکر ظاهر شد. در سال ۲۰۲۰ نیز در دراکولا در نقش پیوتر ایفای نقش کرد. او همچنین در مجموعه تلویزیونی مرد شنی در نقش ویلیام شکسپیر بازی کرد.
او در سال ۲۰۲۳ نقش مایلز را در مجموعه کانتیننتال پیش‌درآمدی بر مجموعه جان ویک بازی کرد. در همان سال، او در مجموعه آینه سیاه در نقش دیویس مک‌کاردل در اپیزود دریاچه هنری ظاهر شد.
در سال ۲۰۲۴ نقش چارلز یکم را در مینی سریال مری و جرج که به بررسی زندگی مری ویلرز می‌پرداخت، بازی کرد. او در سریال بیگانه: زمین که در سال ۲۰۲۵ منتشر شد، در نقش بوی کاوالیر ظاهر شود.

## فیلم‌شناسی
سینمایی
| سال  | عنوان         | نقش              | یادداشت‌ها |
| ---- | ------------- | ---------------- | --------- |
| ۲۰۲۰ | بدرفتاری      | لارنس            |           |
| ۲۰۲۱ | گزارش فرانسوی | کادت شماره ۴     |           |
| ۲۰۲۵ | میکی ۱۷       | وام گیرنده متخلف |           |

تلویزیونی
| سال  | عنوان          | نقش           | یادداشت‌ها                 |
| ---- | -------------- | ------------- | ------------------------- |
| ۲۰۱۸ | پزشک‌ها         | جیمی مک‌کین    | قسمت: «اهمیت آلرژی داشتن» |
| ۲۰۱۹ | گرنتچستر       | آدام کارتر    | قسمت شماره ۴٫۶            |
| ۲۰۱۹ | پنی‌ورث         | جیسون ریپر    | ۲ قسمت                    |
| ۲۰۱۹ | پیکی بلایندرز  | آدام پارکر    | ۲ قسمت                    |
| ۲۰۲۰ | دراکولا        | پیوتر         | قسمت: «رگ خونی»           |
| ۲۰۲۲ | آتلانتا        | وایلی         | قسمت: «حمله سرطان»        |
| ۲۰۲۲ | مرد شنی        | ویل شاکسبرد   | قسمت: «صدای بال‌هایش»      |
| ۲۰۲۲ | ویچر: منشأ خون | آوالاک        | ۳ قسمت                    |
| ۲۰۲۳ | کانتیننتال     | مایل          | قسمت: «وفاداری به استاد»  |
| ۲۰۲۳ | آینه سیاه      | دیویس مک‌کاردل | قسمت: «دریاچه هنری»       |
| ۲۰۲۴ | مری و جرج      | شاهزاده چارلز | مینی‌سریال                 |
| ۲۰۲۵ | بیگانه: زمین   | پسر کاوالیر   | ۲ قسمت                    |